# Albert Moncasi
Albert Moncasi Vasco (Premiá de Dalt, Barcelona, 4 de mayo de 1986) es un exjugador de baloncesto español que disputó varias temporadas en la liga ACB. Con 2,07 metros de estatura, jugaba en la posición de Alero / Ala-pívot. Internacional desde 2003 con la selección española, con la que se proclamó Campeón de Europa en 2004.

## Trayectoria

### Inicios

#### Club Bàsquet Premia
La pasión por el baloncesto le llegó a Moncasi de pequeño. Desde esa época ya tuvo que acostumbrarse a atacar a las defensas de jugadores mucho más bajos que él, lo que le llevó a empezar a desarrollar recursos que luego le acompañarían durante toda su carrera. El C. B. Premia fue el equipo en el que empezó a dar sus primeros pasos como jugador de baloncesto cuando solo contaba con 11 años. A los 12 años, un ojeador del FC Barcelona se fijó en él y le fichó para jugar en una categoría superior a la que le correspondía por edad.

### FC Barcelona

#### Categorías inferiores

##### Campeonatos categorías inferiores
Tras pasar por todas las categorías inferiores del club, en la temporada 02/03 finalmente obtiene ficha con el equipo júnior. Una temporada después empieza a compaginar el equipo júnior con el equipo vinculado en la liga EBA. Para las temporadas 2004/05, 2005/06 lo compagina con el primer equipo.
En dichas temporadas compartió vestuario con jugadores de la talla de Gianluca Basile, Pepe Sánchez, Jordi Trias, Denis Marconato, Jaka Lakovič, Juan Carlos Navarro, Rodrigo de la Fuente, Fran Vázquez, Michalis Kakiouzis, Roko Ukić, Mario Kasun, Roger Grimau, Marc Gasol, Gregor Fučka, Shammond Williams, Victor Sada, Miloš Vujanić, Ioannis Bourousis, Dejan Bodiroga, etc.

#### Circuito Sub-20
Albert participó en las diferentes ediciones del Circuito sub-20 teniendo un papel destacado. Fue el jugador en disputar el circuito sub-20 con más partidos disputados en liga ACB.
En la edición de 2008, el FC Barcelona concluyó tercero, ganando por 68-60 al Club Baloncesto Estudiantes con Albert Moncasi como jugador de referencia.

#### Temporada 2006/07
En dicha temporada compartió vestuario con jugadores de la talla de Gianluca Basile, Pepe Sánchez, Jordi Trias, Denis Marconato, Jaka Lakovič, Juan Carlos Navarro, Rodrigo de la Fuente, Fran Vázquez, Michalis Kakiouzis, Roko Ukić, Mario Kasun, Roger Grimau, etc.

##### Lliga Catalana
Al conjunto barcelonista se le resiste el decimotercer título de la Liga Catalana. Al igual que en la temporada 2005/06, el Barça cayó en la final de la competición, pero a diferencia de la anterior edición, esta vez fue el Akasvayu Girona el verdugo de los azulgranas en la final. Después de derrotar al Ricoh Manresa en semifinales (76 a 75) en un partido muy disputado que se resolvió en los últimos instantes, los hombres de Duško Ivanović nada pudieron hacer ante al gran acierto del rival. En la final disputada en Girona, el Barça acusó en exceso las bajas de Juan Carlos Navarro y Roger Grimau, y la falta de rodaje del equipo. El conjunto local ya consiguió una ventaja de 11 puntos al llegar el descanso, una diferencia que amplió hasta el 73 a 51 final.

##### Liga ACB
El Winterthur FC Barcelona quedó subcampeón de la ACB, tras perder en la final contra el Real Madrid. No obstante, se cumplió con el objetivo de clasificarse para la Liga Europea de la próxima temporada. El equipo azulgrana tuvo un inicio muy irregular en la competición y terminó la primera vuelta en la séptima posición, con un balance de nueve victorias y siete derrotas. El Barça mejoró su juego en la segunda fase del torneo y acabó la Liga regular en cuarta posición, quedando momentáneamente fuera de las plazas que daban acceso a la Euroleague a menos que se llegara a la final de la Liga ACB. En los cuartos de final de la eliminatoria, el equipo de Duško Ivanović se enfrentó al Akasvayu Girona, al que derrotó por tres victorias a una, sellando el pase en el cuarto partido, disputado en Girona (75 a 90). En semifinales, contra el Tau Vitoria, el conjunto azulgrana ganó la serie por tres victorias a dos, venciendo en el encuentro de desempate en Vitoria, en uno de los mejores partidos de los azulgranas (79 a 95). Con este triunfo, el Barça certificó su pase a la final y, sobre todo, consiguió la clasificación para la Euroliga de la temporada siguiente. En la final frente al Real Madrid, con el factor pista en contra, el Barça perdió los dos primeros partidos en Vistalegre. En el tercer partido, disputado en el Palau Blaugrana, los hombres de Duško Ivanović ganaron (75 a 70) y forzaron así un cuarto encuentro. El conjunto barcelonista, sin embargo, no pudo forzar el quinto y definitivo partido, pues cayó ante el equipo madridista por 71 a 82.
En liga ACB, su debut se produjo el 27 de mayo de 2007 durante los play offs de la liga ACB.

##### Supercopa ACB
El Winterthur FC Barcelona no pudo disputar la final de la Supercopa ACB, pues perdió en semifinales contra el TAU Vitoria.
Los azulgranas, todavía en fase de acoplamiento, no pudieron hacer nada contra los vascos, que demostraron mejor conjunción en el comienzo de la temporada. El partido se decidió en los dos primeros cuartos, en los que el TAU Vitoria, muy inspirado en ataque, adquirió una ventaja de 17 puntos en el descanso: 37 a 20. En la segunda parte, el equipo de Duško Ivanović nada pudo hacer para remontar el marcador de 76 a 52 a favor de los vitorianos. El Unicaja Málaga terminó ganando la competición, después de derrotar al TAU Vitoria en la final.

##### Euroleague
El equipo azulgrana a punto estuvo de disputar por segundo año consecutivo la Final Four. El Barça terminó la primera fase de la Euroliga con un balance de nueve victorias y cinco derrotas, clasificándose segundo del grupo C. En el Top 16, el equipo de Duško Ivanović volvió en quedar segundo de su grupo, el F, con cuatro triunfos y dos derrotas. El último partido de esta fase acabó con una gran victoria en el Palau Blaugrana contra el Panathinaikos BC por 21 puntos de diferencia.
En los cuartos de final, el conjunto barcelonista se enfrentó al Unicaja de Málaga, con el factor pista a favor de los andaluces, un elemento clave en el desenlace de la eliminatoria. En el primer partido en el Martín Carpena, los azulgranas cayeron derrotados por 91 a 75. En el segundo encuentro, disputado en el Palau Blaugrana, los barcelonistas reaccionaron y consiguieron la victoria por 80 a 58 con un gran partido de Juan Carlos Navarro, que anotó 25 puntos. En el último y decisivo enfrentamiento en Málaga, los azulgranas perdieron un encuentro que ganaban por cinco puntos en el minuto 35 (51 a 56). Con todo, el Unicaja Málaga dio la vuelta al marcador, y un triple de Juan Ignacio Sánchez en los últimos segundos de partido fue determinante en la victoria local por 67 a 64.
El 27 de febrero de 2007 con tan solo 20 años, se produce su debut en la Euroleague ante el Asseco Prokom Gdynia en el que anotó 2 puntos en 2 minutos de juego.

##### Copa del Rey
El Barça ganó la Copa del Rey de baloncesto con claridad y contundencia. La intensidad defensiva y el acierto en ataque permitieron a los jugadores barcelonistas imponerse a todos los rivales por más de 10 puntos de diferencia. En el primer partido de la competición, los azulgranas derrotaron al anfitrión, el Unicaja de Málaga, por 62 a 77. Dos días después, en el duelo catalán de semifinales contra
el DKV Joventut, los jugadores de Duško Ivanović siguieron mostrando un alto nivel de juego. En la parte final, el rival fue el Real Madrid, que llegaba a la Copa como líder de la Liga ACB. El equipo madridista tampoco fue capaz de superar la gran defensa azulgrana. El Barça dominó el partido desde el primer minuto y se mostró muy acertado ofensivamente, situando el marcador final en 53 a 69. Jordi Trias fue designado MVP del torneo, después de realizar tres grandes partidos tanto en ataque como en defensa. Sus 14,7 puntos y 6,3 rebotes por encuentro resultaron claves en la consecución del primer título de la temporada.

##### Philadelphia 76ers
El Winterthur FC Barcelona se convirtió en el primer equipo europeo que ganar un partido a un conjunto de la NBA. Justo cuando comenzó la temporada, los azulgranas recibieron a los Philadelphia 76ers en un Palau Sant Jordi lleno hasta la bandera.
El equipo de Allen Iverson era el claro favorito, pero los hombres de Duško Ivanović dieron la sorpresa y fueron los justos ganadores del partido. El encuentro fue muy igualado y se llegó al descanso con un empate a 51. En el tercer cuarto, el Barça consiguió 8 puntos de ventaja, con un inspirado Fran Vázquez, pero el equipo estadounidense redujo las diferencias hasta el 74-73 del final del tercer cuarto. En el último periodo, los triples de Juan Carlos Navarro, Michalis Kakiouzis y Gianluca Basile en los últimos instantes del enfrentamiento fueron claves en el triunfo del equipo de Duško Ivanović, que acabó ganando por 5 puntos: 104 a 99.
Moncasi fue convocado para el partido pero no disputó ningún minuto.

#### Temporada 2007/08
En la temporada 2007/08, Moncasi por fin da el salto y pasa a formar parte de la primera plantilla del FC Barcelona de forma exclusiva de la mano del entrenador Duško Ivanović. Con solo 21 años y con dos títulos de clubes ya en su palmarés (Copa del Rey 2007 y subcampeón Liga ACB 2007), además del de Campeón de Europa júnior.
En dicha temporada compartió vestuario con jugadores de la talla de Gianluca Basile, Pepe Sánchez, Jordi Trias, Denis Marconato, Jaka Lakovič, Fran Vázquez, Ersan Ilyasova, Mario Kasun, Alex Acker, Roger Grimau, Gary Neal.

##### Lliga Catalana
En un encuentro disputado en Badalona, el AXA FC Barcelona perdió contra el DKV Joventut por 83 a 60 en las semifinales de la Lliga Catalana. En plena pretemporada, el equipo de baloncesto notó en exceso de la falta de ritmo y acoplamiento de los nuevos jugadores. El DKV Joventut realizó un gran comienzo de partido y, gracias al elevado acierto desde la línea de 6.25, acabó el primer cuarto con una ventaja de 13 puntos (23 a 10). Dicha diferencia fue aumentando a lo largo del partido, a causa de las pérdidas de balón de los hombres de Duško Ivanović y la falta de acierto en los tiros libres. El máximo anotador azulgrana fue el esloveno Jaka Lakovič, con 16 puntos.

##### Supercopa ACB
El AXA FC Barcelona perdió en las semifinales de la Supercopa ACB contra el Iurbentia Bilbao, anfitrión de la competición, y no pudo disputar la final de un torneo que acabó conquistando el TAU Cerámica. El mal inicio del equipo de Duško Ivanović, castigado por las lesiones de Alex Acker y Roger Grimau, fue determinante en la resolución del partido. Al final del primer cuarto, el equipo vasco ya dominaba por 11 puntos (22 a 11), con el apoyo de una afición que llenaba el Bizkaia Arena. A pesar de un magnífico parcial de 0 a 14 que permitió al AXA FC Barcelona ponerse por delante en el marcador, el Bilbao dio la vuelta a la situación y llegó al descanso con una ventaja de 9 puntos (38 a 29). A pesar del magnífico rendimiento del esloveno Jaka Lakovič, que anotó 23 puntos, el Barça no pudo remontar el partido, que acabó con victoria local por 74 a 67.

##### Liga ACB
El AXA FC Barcelona consiguió de forma brillante una plaza para la Euroleague 2008/09 gracias a una trayectoria ascendente al final del campeonato que permitió al equipo azulgrana llegar a la final de los play-off. En la fase regular, el conjunto barcelonista acabó en la tercera posición con un balance de 24 victorias y 10 derrotas. En los cuartos de final, los hombres de Xavi Pascual superaron por la vía rápida al Iurbentia Bilbao, ganando en el Palau Blaugrana por 75 a 64 y en La Casilla por 83 a 92. En las semifinales, contra el Joventut Badalona, el Barça también ganó por 2 a 0. En Badalona el equipo azulgrana desplegó un juego impecable y se impuso por 90 a 93. En el Palau Blaugrana se ratificó el pase a la final con una clara victoria por 85 a 71 en un gran partido de Jaka Lakovič, Alex Acker e Ersan Ilyasova, que fueron tres jugadores clave en la eliminatoria. Con este triunfo los azulgranas se aseguraron la clasificación para la Euroleague 2008/09. En la final les esperaba el Tau Vitoria, y el factor pista estaba a favor del AXA FC Barcelona. Sin embargo, el conjunto vasco fue superior y ganó por 3 victorias a 0. Los hombres de Neven Spahija desplegaron un gran juego interior, sobre todo Tiago Splitter y Pete Mickeal, el jugador más valioso de la final, y el Barça no tuvo opciones de conquistar el campeonato.
Cosechó algunos buenos partidos en la liga ACB como contra el Bàsquet Manresa anotando 17 puntos.

##### Euroliga
El AXA FC Barcelona se quedó a un paso de disputar la Final a Cuatro de Madrid y cayó ante el Maccabi Tel Aviv en la eliminatoria de cuartos de final. En la primera fase de la competición, los barcelonistas acabaron terceros de su grupo con un balance de nueve victorias y cinco derrotas. En el Top 16 el AXA FC Barcelona llegó a la última jornada con la obligación de derrotar al CSKA Moscú en el Palau Blaugrana para acceder a los cuartos de final. En un final muy emocionante, el equipo de Xavier Pascual ganó a los rusos por 64 a 62, y se adjudicó la segunda plaza de su grupo. En los cuartos de final, el factor pista a favor del Maccabi Tel Aviv fue clave en el desenlace de la serie. En el primer partido, el Barça mantuvo sus opciones hasta el último cuarto. Los israelíes estuvieron más acertados en los últimos minutos y se llevaron el triunfo por 81 a 75. En el segundo partido, disputado en el Palau Blaugrana, el AXA FC Barcelona, liderado por un soberbio Gianluca Basile, autor de 34 puntos, forzó el tercer y definitivo encuentro al ganar por 83 a 74. En un ambiente impresionante, con casi 10 000 personas llenando el Nokia Arena, el conjunto local no dio opciones a los azulgranas y se acabó imponiendo por 88 a 75.
En Euroleague también tuvo alguna actuación destacada como la del partido contra KK Partizan.

##### Copa del Rey
El AXA FC Barcelona cayó en los cuartos de final de la Copa del Rey de Vitoria ante el Iurbentia Bilbao en una competición que acabó adjudicándose el DKV Joventut. El equipo barcelonista, que había conquistado la Copa en la temporada 2006-07, no pudo romper el maleficio de los campeones en una competición en la que ningún conjunto ha podido revalidar el título desde hace 20 años.
Después de un primer cuarto muy igualado que acabó con el marcador empatado (24 a 24), los vascos consiguieron imponer su ritmo y llegaron al descanso con cinco puntos de ventaja (39 a 34), diferencia que se amplió hasta los 10 puntos (66 a 56) cuando faltaban tres minutos para el final. Con todo, el AXA FC Barcelona reaccionó y, de la mano de unos espléndidos Jordi Trias (18 puntos y 6 rebotes) y Jaka Lakovič (22 puntos, con 6 triples), llegó a ponerse a un solo punto del Iurbentia, 70 a 69, pero no tuvo tiempo para darle la vuelta al marcador.

### Club Baloncesto Gran Canaria
En la temporada 2008/09 el Club Baloncesto Gran Canaria alcanza un acuerdo con el FC Barcelona para la cesión por una temporada del jugador. De este modo, el Club Baloncesto Gran Canaria completó la plantilla para el curso 2008/09, donde la entidad grancanaria disputó la competición liga ACB y la Eurocup, además de clasificarse para la Copa del Rey 2008.
En dicha temporada compartió vestuario con jugadores de la talla de Sitapha Savané, Carl English, Joel Freeland, James Augustine, Marcus Norris, Daniel Kickert, James Moran, Melin Sanders, Joshua Fisher.
El director deportivo del Club Baloncesto Gran Canaria, Himar Ojeda, se mostró muy satisfecho por incorporar a una promesa del baloncesto nacional: "Se trata de un jugador joven, que tiene muy buena pinta y que es un fijo en las selecciones nacionales inferiores, donde últimamente coincidió con Mario Bruno Fernández en el combinado nacional de promesas".

#### Temporada 2008/09

##### Liga ACB
En la temporada 2008/09 el equipo logró ser líder durante una jornada después de vencer al Unicaja Málaga en el CID, finalizando una gran primera vuelta en la que se consiguen 10 victorias el equipo se clasifica para la disputa de la Copa del Rey disputada en el Palacio de los Deportes de Madrid.
Durante la segunda vuelta se logran otras 10 victorias que clasifican al equipo para los play-off por el título. Su rival en cuartos de final fue su verdugo en Copa el Unicaja de Málaga. En el primer partido en Málaga hubo victoria 90-96, pero el Unicaja de Málaga remontó ganando en el CID y el tercer y último partido en Málaga lo que supuso la eliminación.
La temporada 08/09 será recordada por la consecución de 12 victorias consecutivas como local siendo el mejor registro del equipo en liga ACB e igualando con 7 victorias consecutivas la marca conseguida en la temporada 05/06. El sexto puesto final permite jugar una vez más en competición europea.
Cosechó algunos buenos partidos en la liga ACB como contra el Saski Baskonia o contra sus excompañeros del FC Barcelona.

##### Copa del Rey
Unicaja y Kalise Gran Canaria llegaban a la Copa del Rey separados por un solo puesto en la clasificación de la liga ACB (Unicaja 5º con 15-7 y Kalise 6º con 14-7) y con un solo referente histórico en esta competición, la victoria que consiguieron los malagueños en los cuartos de final de la edición de 2006.
El primer cuarto comenzó con el Kalise Gran Canaria llevando la iniciativa motivado principalmente por los puntos de James Moran que con 8 casi consecutivos colocó el 9-12 (min 6) a favor de los isleños. Sin embargo el Unicaja Málaga reaccionó y a base de triples finalizó por delante en el primer periodo (19-15).
El dominio malagueño continuó en el segundo cuarto y mediado el mismo vencía por 30-23. No obstante un excelente final de primera mitad que se tradujo en un parcial de 2-11, por parte del Gran Canaria, hicieron que al descanso se llegara con un 34-36 a favor de los isleños.
Tras la reanudación la igualdad fue la tónica de los primeros minutos del tercer cuarto (49-48 mediado el mismo) hasta que emergió la figura de Marcus Haislip por parte del Unicaja de Málaga que con tres triples consecutivos llevó a su equipo a dominar por 60-52 al final del mismo.
Durante los últimos 10 minutos, el Unicaja Málaga ya no perdió el mando del encuentro pese al empuje de su rival. El resultado final 79-69 convertía al club andaluz en el tercero de los semifinalistas de esta edición de la Copa del Rey.

##### Eurocup
En Eurocup también tuvo alguna actuación destacada como la del partido contra Lietuvos Rytas.

### Club Baloncesto Murcia

#### Temporada 2009/10
En la temporada 2009/10 el Club Baloncesto Murcia alcanza un acuerdo con el jugador para una temporada. Disputó la liga ACB.
El Club Baloncesto Murcia anunció el fichaje por una temporada del Ala-pívot español Albert Moncasi, un jugador de "futuro esplendoroso", según el técnico del equipo murciano, Moncho Fernández.
Moncho Fernández, afirmó: “Se trata de un jugador joven con mucha proyección, procedente de la cantera del FC Barcelona, que el año pasado ha tenido su primera experiencia, digamos importante, en la liga ACB con el Club Baloncesto Gran Canaria. Es un jugador que tiene un futuro esplendoroso, que ha sido internacional en todas las categorías inferiores con la selección española y que esperamos que su polivalencia, tanto en el ‘4’ como incluso en el ‘3’, nos sirva para completar posiciones interiores y posiciones exteriores”.
Por su parte, el director deportivo del Club Baloncesto Murcia, Paco Guillem, se mostró muy satisfecho afimando "Esperamos que éste sea su año de explosión en la ACB".
En dicha temporada compartió vestuario con jugadores de la talla de Tomas Delininkaitis, Amara Sy, Pedro Robles, Chris Moss, José Antonio Marco, Shammond Williams, Xavier Sánchez Bernat, Roger Powell (baloncestista), Vitor Faverani, Oscar García, Paulo Prestes, Miloš Vujanić, Vlado Šćepanović, Josh Asselin, etc.

##### Liga ACB
La temporada 2009/10 comenzó con muchos problemas previos relacionados con el tardío cambio en la gestión del club, lo que retrasó mucho la entrada en el mercado y la confección de la plantilla. Con un equipo poco equilibrado en determinados puestos la temporada no fue buena. Moncho Fernández, entrenador elegido para comandar el equipo desde el banquillo tuvo que dejar su puesto a Edu Torres mediada la temporada. Varios cambios en la plantilla tampoco pudieron reconducir la situación y el equipo terminó volviendo a LEB.
Cosechó algunos buenos partidos en la liga ACB como contra el Club Joventut de Badalona aportando 13 puntos y valorando 20, contra Bàsquet Manresa aportando 11 puntos, o contra Club Basket Bilbao Berri con 11 puntos también.

### Lleida Bàsquet

#### Temporada 2010/11
A pesar de un inicio dubitativo en el que perdieron a su jugador franquicia, Krabbenhoft (sustituido por el también estadounidense Mildon Ambres), los leridanos fueron cogiéndole el pulso a la liga Adecco Oro y no tardaron en instalarse en la zona media de la clasificación gracias a importantes triunfos como el que cosecharon ante Leche Río Breogán. Teniendo en cuenta que el único objetivo del curso era la permanencia, el club no se inquietó por una racha de cuatro derrotas consecutivas y el equipo pronto volvió a enderezar el rumbo. Sendas victorias a domicilio, en Gerona y Huesca, propiciaron que el Lleida terminara la primera vuelta con ocho triunfos y se permitiera soñar incluso con alcanzar los play-off.
La llegada de Albert Moncasi no fue suficiente para cortar la mala racha (cinco derrotas seguidas) de un conjunto que se fue alejando progresivamente del sueño de disputar las eliminatorias de ascenso. Derrotando al Melilla Baloncesto en el Barris Nord, los discípulos de Raventós sellaron su permanencia en la liga.

### Menorca Bàsquet

#### Temporada 2011/12
La dirección deportiva comenzaba entonces el trabajo con un buen espejo en el que mirarse, el de una campaña 2009/10 en la que el club balear consiguiese su último ascenso con una plantilla plagada de experimentados jugadores con ganas de llegar a lo más alto. Con esta premisa se dio comienzo a la confección de la plantilla con la contratación del técnico, un Josep Maria Berrocal novato en la categoría pero con una brillante carta de presentación tras una brillante carrera en el Regal FC Barcelona culminada con un año en Ucrania en el que llevó al Budivelnyk hasta el título de Campeón.
La misión más complicada sería la de conjuntar un grupo totalmente nuevo y al que le costó entrar en materia en un inicio de Liga en el que las derrotas a domicilio echaban por tierra la buena imagen que los de Berrocal ofrecían ante su público. No fue hasta la novena jornada cuando el Menorca Básquet lograra su primera victoria lejos de Bintaufa, un triunfo de prestigio ante Ford Burgos y que serviría a los baleares para comenzar a despegar.
El inicio del playoff trajo consigo la mejor versión del cuadro balear. Josep Maria Berrocal había logrado que la sinfonía de su equipo sonase a las mil maravillas eliminando en primera ronda a un Breogán Lugo que llegaba a la cita en un gran momento y al que los baleares fulminaron en cuatro encuentros tras imponerse en los dos choques disputados en Lugo. Ya en semifinales, su rival sería la bestia negra de la temporada, un Grupo Iruña que en esta ocasión nada pudo hacer sucumbiendo por la vía rápida (3-0) para permitir que Menorca preparase durante 9 días la gran final de la Adecco Oro.
Con la moral por las nubes darían comienzo una última eliminatoria en la que los dos triunfos en casa fueron claves para imponerse al Melilla Baloncesto. La remontada del segundo encuentro a falta de unos segundos fue el punto de inflexión que ayudó a Menorca a afrontar, con toda la confianza del mundo, los dos encuentros disputados en Melilla en el que volvieron a demostrar su potencial logrando el segundo ascenso de las últimas tres temporadas.

### Benetton de Treviso

#### Temporada 2011/12
En dicha temporada compartió vestuario con jugadores de la talla de Jeff Adrien, Sani Becirovic, Massimo Bulleri, Andrea De Nicolao, Daniele Sandri, Gino Cuccarolo, Alessandro Gentile, Vlad Moldoveanu, Brian Scalabrine.

##### LEGA
El 2 de julio de 2011 Aleksandar Djordjevic es nombrado entrenador. Se clasifican como duodécimos al final de la temporada regular sin llegar a los play-offs.

##### Eurocup
También es eliminado en la segunda ronda de la Eurocup.

### Morabanc Andorra

#### Temporada 2012/13
Debut en Liga Adecco Oro con clasificación para la final de Copa Príncipe y pasando de equipo revelación a aspirante al ascenso. Segunda temporada en Oro, donde el equipo no era el único que había hecho un salto, también la masa social y el apoyo tanto privado como público, demostrando la ambición de un proyecto de país. Desde el principio, una primera vuelta casi perfecta volvía a llevar al conjunto andorrano en la final de la Copa Príncipe, y en la cuarta consecutiva, levantar el título ante sus aficionados. Así comenzaba una segunda vuelta, con un gran reto y con un premio para luchar aún mayor, el ascenso. Un ascenso a Liga ACB que se consiguió y que se plasma en la temporada 2014/15.

## Clubes
- 2005/06:  FC Barcelona.
- 2006/07:  FC Barcelona.
- 2007/08:  FC Barcelona.
- 2008/09:  Club Baloncesto Gran Canaria.
- 2009/10:  Club Baloncesto Murcia.
- 2010/11:  Lleida Bàsquet.
- 2011/12:  Menorca Básquet.
- 2011/12:  Benetton Treviso.
- 2012/13:  Bàsquet Club Andorra.
- 2013/14:  Club Deportivo Maristas Palencia.
- 2014/15:  Basket Navarra Club.

## Selección nacional
Internacional con la selección española de baloncesto desde 2003, disputó varios campeonatos como el Campeonato Europeo Junior (Sub-18) de 2004 disputado en Zaragoza (con compañeros como Sergio Rodríguez Gómez, Sergio Llull, José Ángel Antelo y Carlos Suárez), donde ganó la medalla de oro, el Campeonato Europeo sub-20 de 2005 disputado en Chéjov (Rusia) y el Campeonato Europeo Sub-20 de 2006 disputado en Izmir (Turquía)  entre otros.

## Títulos
- Participación Nike International NBA Camp "Basketball Without Borders 2003"
- Participación NBA Camp "Reebok Eurocamp 2004"
- Campeón Campeonato Europeo 2004
- Supercopa de España 2007
- Campeón Copa del Rey 2007
- Supercopa de España 2008
- Copa del Rey 2008
- Copa del Rey 2009
- Campeón Liga LEB 2012